# Ipomopsis guttata
Ipomopsis guttata là một loài thực vật có hoa trong họ Polemoniaceae. Loài này được (A. Gray) Moran mô tả khoa học đầu tiên năm 1977.